# 雷纳尔斯·乌什钦斯
雷纳尔斯·"雷克"·乌什钦斯（2002年4月29日—），生于拉脱维亚采西斯，拉脱维亚、德国男子手球运动员，2023年加入成年国家队，2024年夏季奥林匹克运动会男子银牌得主。